# لانه‌کن گینه
لانه‌کن گینه (نام علمی: Trogon violaceus) نام یک گونه از سرده لانه‌کن‌های اصلی است.